# Euzonus dillonensis
Euzonus dillonensis är en ringmaskart som först beskrevs av Hartman 1938.  Euzonus dillonensis ingår i släktet Euzonus och familjen Opheliidae. Inga underarter finns listade i Catalogue of Life.